# Junis Chalis
Mawlawi Junis Chalis (* 1919 in der Provinz Nangarhar, Afghanistan; † 19. Juli 2006) war ein afghanischer Politiker, Mudschahedinführer und Gründer der islamistischen Partei Hezb-e Eslami (Chalis).
Chalis stammte aus der Grenzregion zu Pakistan und gehörte zum Khugiani-Stamm des Volkes der Paschtunen. Er studierte den Islam in der Dar ul-Ulum Deoband in Deoband. Er galt als sehr gut ausgebildet und veröffentlichte in den 1960er Jahren eine Übersetzung des Buches „Al-'adala al-idschtima'iyya fi-l-islam“ (Sozialrecht im Islam) des Islamisten Sayyid Qutb. Chalis floh nach dem Putsch von Mohammed Daoud Khan und der Umwandlung Afghanistans in eine Republik 1973 nach Pakistan. Dort wurde er Mitbegründer der Islamistenpartei Hezb-e Eslami von Gulbuddin Hekmatyār. Nach dem Einmarsch der Sowjetunion in Afghanistan kehrte er 1978 zurück. Er gründete 1979 aufgrund von Differenzen mit Hekmatyār eine eigene islamistische Partei Hezb-e Eslami (Chalis) gleichen Namens und schloss sich mit dieser den Mudschahedin als Warlord an. Nachdem die kommunistische Demokratische Volkspartei Afghanistans ihre Herrschaft 1992 verloren hatte, gehörte Chalis kurzzeitig der Interimsregierung an. Seine Truppen marschierten am 14. November 2001 in Dschalalabad unter friedlichem Abzug der Taliban ein, nachdem diese die Stadt 1996 durch das Überlaufen des damaligen Provinzgouverneurs Haji Qadir kampflos eingenommen hatten.
Chalis sah sich nicht zu den Taliban oder der al-Qaida gehörig, sympathisierte jedoch mit vielen ihrer Ideen und unterstützte sie aktiv.